# Glasanje
Glasanje ili glasovanje je metoda kojom skupina birača donosi zajedničke odluke ili izražava mišljenje, obično nakon rasprava, debata ili izbornih kampanja.
Demokracije biraju visoke dužnosnike glasovanjem. Stanovnici mjesta koja zastupaju izabrani dužnosnici nazivaju se "birači", a oni koji su glasali za izabranog kandidata na glasačkom listiću nazivaju se "glasači". Postoje različiti sustavi prikupljanja glasova, ali iako se mnogi sustavi koji se koriste u odlučivanju mogu koristiti i kao izborni sustavi, svi koji zadovoljavaju proporcionalnu zastupljenost mogu se koristiti samo na izborima.
U manjim organizacijama, glasovanje se može odvijati na različite načine. Formalno glasanjem za izbor, npr. na radnom mjestu, biranjem članova političkih udruga ili sl. Neformalno glasovanje može se dogoditi kao usmeni dogovor ili kao verbalna gesta kao što je podignuta ruka ili elektroničko glasanje.
U demokraciji se vlast bira glasovanjem na izborima između više kandidata. U predstavničkoj demokraciji, glasovanje je način na koji biračko tijelo imenuje svoje predstavnike u vladu, a izabrani predstavnici donose odluke. U izravnoj demokraciji, glasovanje je metoda kojom biračko tijelo izravno odlučuje, pretvara prijedloge zakona u zakone itd. Izborna promidžba je skup radnji koje poduzimaju sudionici izborne promidžbe u svrhu javnog predstavljanja i obrazlaganja svojih izbornih programa biračima. Izborna promidžba počinje danom objave zbirnih lista, a završava 24 sata prije dana održavanja izbora.
Većina glasova je formalni izraz izbora pojedinca za ili protiv prijedloga (na primjer, predložene rezolucije); za ili protiv glasačkog pitanja; ili za određenog kandidata na izborima ili za političku stranku. Preferencijalnim glasom birača daje se glas odabranom zastupniku ili više njih. Na izborima većina zemalja koristi tajno glasovanje, praksu koja sprječava zastrašivanje birača i štiti njihovu političku privatnost.
Glasovanje se obično odvija na biračkom mjestu; u većini zemalja je dobrovoljno, u drugima je obvezno, poput Australije.